# Carole Grundisch
Carole Grundisch est une pongiste française, née le 7 septembre 1986 à Saint-Mandé (94). 
Elle est classée no 74 mondiale en juin 2015, et détient 5 titres de championne de France en simple senior, 2 en double dames, 1 en double mixte, et 2 par équipes en pro A.
En 2017, elle part en voyage autour du monde. En mars 2018, elle est vice-championne de France, battue en finale par Jia Nan Yuan. Elle est nommée aux Out d'or 2019 dans la catégorie Sport. Le 1er mars 2020 à Arnas (Rhône), neuf ans après son dernier titre de championne de France seniors en simple décroché à Arras, elle s'offre un 5e titre individuel en battant en finale Océane Guisnel (4-0).

## Palmarès
- 2005 : championne de France en simple senior
- 2006 : championne de France en simple senior et en double mixte avec Sébastien Jover, championne de France par équipes Pro B avec l'équipe du Kremlin Bicêtre
- 2007 : championne de France en simple senior
- 2008 : vice-championne de France en simple senior
- 2010 : vice-championne de France en simple senior
- 2011 : championne de France en simple senior
- 2013 : championne de France par équipes Pro A avec l'équipe du Kremlin Bicêtre
- 2014 : championne de France en double senior avec Laura Gasnier
- 2015 : championne de France en double senior avec Li Xue et vice-championne en simple
- 2016 : championne de France par équipes Pro A avec l'équipe de Metz TT, qualifiée pour les Jeux Olympiques de Rio. Une chute à vélo malheureuse la veille du départ et une fracture du coude droit l’empêcheront d’y participer.
- 2018 : vice-championne de France en simple senior, vainqueur de l'ETTU Cup avec Metz TT
- 2019 : championne de France en double dames avec Laura Gasnier et double mixte avec Emmanuel Lebesson
- 2020 : championne de France en simple senior, vice-championne de France en double senior avec Pauline Chasselin

## Consultante
Durant les Jeux olympiques 2020 à Tokyo, elle est consultante pour France Télévisions et commente les épreuves de tennis de table avec Maxence Regnault.

## Sources
- Fiche technique sur le site de la FFTT